# Purani, Teleorman
Purani este un sat în comuna cu același nume din județul Teleorman, Muntenia, România.